# 武汉市中心医院
30°35′01″N 114°17′23″E / 30.58361°N 114.28974°E
武汉市中心医院，又名华中科技大学同济医学院附属武汉中心医院、华中科技大学同济医学院第五临床学院，是中華人民共和國一家综合性三级甲等医院。

## 沿革
明位笃主教兼管武昌和汉口意大利天主教教区后，于1880年（光绪六年）在圣若瑟堂左侧创办天主堂医院，又名汉口天主堂医院（英語：Cathoric Hospital Hankow）。1952年10月，武汉市卫生局接管该院，改名为武汉市第四医院。后与武汉市第二医院合并，组建成新武汉市第二医院。1996年通过中华人民共和国卫生部评审，成为中国三级甲等医院。1997年，被评为爱婴医院1999年，经湖北省卫生厅批准，该院正式增挂院名“武汉市中心医院”。2001年，兴建双层医疗综合大楼投入使用。2003年，建立15层的科技大楼。。
主院區南京路院區位於湖北省武漢市江岸區，另外在江汉区設有後湖院區，以及谌家矶医养结合示范院区和花桥门诊部，隶属于武汉市卫生健康委员会，同時為华中科技大学同济医学院、江汉大学临床医学院及湖北中医药大学的教学医院。
2016年9月，医院正式挂牌华中科技大学同济医学院附属武汉市中心医院及华中科技大学同济医学院第五临床学院。
2017年7月，蔡莉出任武汉市中心医院党委书记。2020年8月27日，蔡莉被免职，她在新冠疫情期间曾刻意隐瞒疫情，致使医院300多名医务人员受到感染并有多名医护人员因病去世；曾担任湖北省武汉市肺科医院党委书记的王卫华接任她的职位。

## 争议
2020年因領導層隱瞞新冠肺炎疫情造成醫護人員付出慘重的代價。

## 著名人物
- 艾芬，武汉市中心医院急诊部主任，因向其他医生公开冠状病毒疑似病例，帮助曝光2019新型冠状病毒疫情而遭到“前所未有的、非常严厉的斥责”；艾芬在《人物》3月刊的报道中被誉为「发哨子的人」。[8]

### 已过世
- 李文亮，武汉市中心医院眼科医生，因最早曝光2019新型冠状病毒疫情，被称为「疫情吹哨人」；2020年2月7日因罹患2019冠状病毒病离世。
- 江学庆，武汉市中心医院甲状腺乳腺外科主任、中国医师奖获得者。因罹患2019冠状病毒病于2020年3月1日凌晨在武汉市肺科医院去世。[9]
- 梅仲明，武汉市中心医院眼科副主任、主任医师，与李文亮为同事。因罹患2019冠状病毒病于2020年3月3日中午12时在武汉市金银潭医院去世。[10]
- 朱和平，武汉市中心医院眼科副主任医师。2020年3月9日在武汉市金银潭医院病逝，享年67歲[11]。
- 刘励，武漢市中心醫院倫理委員會成員。因罹患2019冠状病毒病於2020年3月20日上午9時在武漢市金銀潭醫院離世[12]。
- 胡卫锋，武汉市中心医院泌尿外科副主任医师。2020年1月中下旬被确诊感染冠状病毒病，其后在4月22日出现脑出血状况，5月21日再次脑出血。6月2日，因抢救无效逝世[13]。

## 外部連結
- 武汉市中心医院